# Giovanni Cola di Franco
Giovanni Cola di Franco (Napoli, ... – Napoli, ...; fl. XVI-XVII secolo) è stato un ingegnere e architetto italiano.
La sua attività è documentata tra il 1596 e il 1621.
Fu un esponente di particolare importanza dell'architettura napoletana manierista a cavallo tra il XVI e il XVII secolo. Collaborò con alcuni architetti del suo periodo come Francesco Grimaldi, Bartolomeo Picchiatti e Giovan Giacomo Di Conforto.
Fu dapprima capomastro di Giovan Battista Cavagna nella Cappella del Monte di Pietà. Nel 1593 fu chiamato da padre Giovanni Leonardi da Lucca, fondatore dei Chierici Regolari della Madre di Dio, per costruire il Santuario della Madonna dell'Arco a Sant'Anastasia i cui lavori durarono fino a i primi anni del XVII secolo. Tra 1596 e il 1599 ricostruì la chiesa di Santa Maria la Nova, dove reimpiegò le strutture del precedente edificio poiché i lavori furono piuttosto rapidi. Partecipò al concorso per la realizzazione della reale cappella del Tesoro di san Gennaro, al quale parteciparono il carrarese Ceccardo Bernucci (Carrara, 1562 – Napoli, ?), Giovan Battista Cavagna, Giulio Cesare Fontana, Francesco Grimaldi, Michelangelo Naccherino, Dionisio Nencioni di Bartolomeo e il Di Conforto. I progetti furono presentati e giudicati da una commissione a Roma dove risultarono preferiti i progetti del Grimaldi e del Cola di Franco. Nell'edificazione della cappella il Cola di Franco ebbe la direzione della parte rustica del cantiere sotto la direzione di Padre Grimaldi. Nel 1616 fu al cantiere della Chiesa di San Carlo alle Mortelle dove sostituì Giovanni Ambrogio Mazenta, progettista della chiesa. Tra il 1619 e il 1630 fu insieme al Di Conforto architetto presso la chiesa di Santa Maria delle Anime del Purgatorio ad Arco. Seguì i lavori presso la Chiesa di Santa Maria Donnaregina Nuova con la supervisione del Di Conforto e grazie ai lavori svolti nella chiesa fu gratificato con la concessione di una cappella nella chiesa.